# الشديد (جبل)
جبل الشديد شاهق يقع في محافظة هروب وبالتحديد في ديار العزيين  الواقعة إلى الشمال الشرقي من منطقة جازان، وجنوب غرب مدينة أبها. يُعد الجبل أحد أعلى جبال المملكة العربية السعودية، ويبلغ ارتفاع الجبل 2.419 متر (7.936 قدم).